# Campeonato Carioca 1925
In 1925 werd het twintigste Campeonato Carioca gespeeld voor voetbalclubs uit de toen nog Braziliaanse hoofdstad Rio de Janeiro. Na de splitsing in het voorgaande seizoen gooide de AMEA haar racistische bepalingen overboord waardoor Vasco da Gama zich nu bij deze competitie aansloot. De LMDT bleef ook nog bestaan, maar hier speelden enkel kleine clubs en in tegenstelling tot het seizoen 1924 werd dit kampioenschap niet officieel erkend later. 
De competitie van de AMEA werd gespeeld van 26 april tot 20 december, Flamengo werd kampioen. 

## Eindstand
| Plaats | Club             | Wed. | W  | G | V  | Saldo | Ptn. |
| ------ | ---------------- | ---- | -- | - | -- | ----- | ---- |
| 1.     | Flamengo         | 18   | 14 | 3 | 1  | 61:18 | 31   |
| 2.     | Fluminense       | 18   | 13 | 4 | 1  | 55:21 | 30   |
| 3.     | Vasco da Gama    | 18   | 13 | 3 | 2  | 57:25 | 29   |
| 4.     | Botafogo         | 18   | 10 | 2 | 6  | 43:36 | 22   |
| 5.     | America          | 18   | 8  | 2 | 8  | 29:32 | 18   |
| 6.     | São Cristóvão AC | 18   | 7  | 1 | 10 | 42:43 | 15   |
| 7.     | Bangu            | 18   | 5  | 2 | 11 | 31:39 | 12   |
| 8.     | Syrio e Libanez  | 18   | 3  | 2 | 13 | 21:44 | 8    |
| 8.     | Hellênico        | 18   | 3  | 2 | 13 | 24:55 | 8    |
| 10.    | Brasil           | 18   | 2  | 3 | 13 | 27:77 | 7    |

|  | Kampioen   |
|  | Degradatie |

### Kampioen
| Campeonato Carioca de 1925   |
| Rio de Janeiro               |
| ---------------------------- |
| FLAMENGO Kampioen (5° titel) |